# Ferranti Mark 1
Ferranti Mark I byl první komerčně vyráběný univerzální počítač, který byl plně elektronický (na rozdíl od dříve vyráběného počítače Zuse Z4, který obsahoval i mechanické prvky). Příliš se nelišil od staršího počítače Manchester Mark 1 navrženého Fredericem Callandem a Tomem Kilburnem na Manchesterské univerzitě. Ferranti Mark I vyráběla britská společnost Ferranti. První komplet dodala v únoru 1951 opět Manchesterské univerzitě, čímž těsně připravila o prvenství americký UNIVAC I, jehož první komplet byl dodán americkému Úřadu pro sčítání lidu až v březnu. Druhý Ferranti Mark 1 získala v roce 1952 Torontská univerzita v Kanadě, následně bylo v letech 1953–1957 vyrobeno a dodáno různým zákazníkům přinejmenším sedm dalších kusů mírně vylepšené verze Mark 1 Star.